# Bizzy Bone
Bryan Anthony McCane, oftewel Bizzy Bone (Columbus (Ohio), 12 september 1976) is een Amerikaanse rapper. Hij maakte jarenlang deel uit van de populaire rapgroep Bone Thugs N Harmony. Bizzy bone staat bekend om zijn speciale stem en zijn snelle raps. Hij is uit Bone Thugs-N-Harmony gestapt wegens wat onderlinge problemen, maar in 2008, toen Flesh Bone in juli uit de gevangenis kwam, zijn alle Bone Thugs-N-Harmony leden weer bij elkaar gekomen en weer de studio ingedoken, inclusief Bizzy Bone.
- Bibliothèque nationale de France: cb140325695 (data)
- Gemeinsame Normdatei: 135127580
- International Standard Name Identifier: 0000 0000 5519 0324
- Library of Congress Control Number: no99015938
- MusicBrainz: af308783-61fb-492b-9c37-a8cf48f2f064
- Virtual International Authority File: 64206163
- WorldCat: E39PBJr7YDb9TwwRFmGp3BjBfq